# Arkys varians
Arkys varians är en spindelart som först beskrevs av Balogh 1978.  Arkys varians ingår i släktet Arkys och familjen hjulspindlar.
Artens utbredningsområde är Nya Kaledonien. Inga underarter finns listade i Catalogue of Life.